# Озёрный (Ивановская область)
Озёрный — село в Ивановском районе Ивановской области России. Центр Озерновского сельского поселения.

## История
Возник как посёлок торфодобытчиков при торфопредприятии «Озёрное». Торфопредприятие, разработка которого началась в 1939 году, снабжало топливом ивановскую фабрику «Красная Талка».
1 ноября 1949 года получил статус посёлка городского типа.
В 2002 году Озёрный стал селом.

## Население
| 1979 | 1989  | 2002 | 2010 |
| ---- | ----- | ---- | ---- |
| 1112 | ↘1054 | ↘860 | ↘795 |